# Tertek (Tulungagung)
Tertek is een bestuurslaag in het regentschap Tulungagung van de provincie Oost-Java, Indonesië. Tertek telt 4587 inwoners (volkstelling 2010).